# Робърт колеж
Робърт колеж е американско училище в Цариград, Турция. Основан през 1863 година, той е второто най-старо американско училище в света извън Съединените щати, след Американския колеж в София, България. До 1971 година функционира като колеж, а след това е преобразуван в средно училище. В края на 19 век и началото на 20 век Робърт колеж е едно от най-добрите училища в Османската империя, като в него учат и много българи.

## История
Робърт колеж е основан през 1863 година от Кристофър Робърт, американски индустриалец, и Сайръс Хамлин, американец, който по това време вече притежава пекарна, училище и пералня в Цариград. През 1864 година колежът е регистриран като част от Университета на щата Ню Йорк, което му дава легитимност в рамките на образователната система в САЩ. Завършилите колежа първоначално получават образователна степен „бакалавър на изкуствата“, а от началото на ХХ век се профилира курс, след завършването на който се получава образователна степен „бакалавър на науките“. Допълнителни курсове по избор дават дипломи по търговски науки и по биология. Степента, която се признава на завършилите курса от страна на османските власти, е „идади“, т.е. гимназиална степен.
Шест години след основаването си колежът получава разрешение да построи първите си сгради в квартал Бебек. След смъртта на Хамлин, училището се ръководи от Джордж Уошбърн (1877 – 1903) и Кейлъб Гейтс (1903 – 1932), а по-късно и от бившия президент на Американския колеж в София Флойд Блек (1944 – 1955).
През 1971, поради образователна реформа в Турция, Робърт колеж се преобразува в средно училище, като се обединява с основания през 1871 Американски колеж за момичета и се премества в неговите сгради в Арнауткьой. Старият комплекс на колежа в Бебек е предаден на правителството, което настанява там новосформирания Босфорски университет (Боазиджи).

## Личности
Преподаватели
- Петър Димитров (1848 – 1919), български дипломат
- Стефан Панаретов (1853 – 1931), български дипломат (1871 – 1914)
- Иван Славейков (1853 – 1901), български просветен деец (1876 – 1878)
- Константин Стоилов (1853 – 1901), български политик (1871 – 1872)

Завършили
- Върбан Винаров (1856 – 1908), български военен, генерал
- Панайот Стойнов (1855 – 1906), български просветен деец
- Иван Стефанов Гешов (1854 – 1932), български политик и дипломат
- Илия Гологанов (1865 – 1910), деец на Върховния македоно-одрински комитет
- Петър Димитров (1848 – 1919), български дипломат
- Тодор Иванчов (1858 – 1905), български политик (1875)
- Владимир Йотов, деец на ВМОРО
- Иван Каранджулов (1856 – 1930), дългогодишен председател на Националния комитет на Съюза на македонските братства (1879)
- Бончо Карастоянов (1899 – 1962), български кинооператор (1917)
- Лука Касъров (1854 – 1916), създател на първата българска енциклопедия (1877)
- Александър Людсканов (1854 – 1922), български политик (1875)
- Михаил Маджаров (1854 – 1944), български политик (1877)
- Марин Маринов (1856 – 1885), български офицер, герой от Сръбско-българската война (1876)
- Орхан Памук (р. 1952), турски писател (1970)
- Стефан Панаретов (1853 – 1931), български дипломат (1871)
- Стефан Киров (1861 – 1948), български юрист (1885)
- Лазар Паяков (1860 – 1910), български политик (1878)
- Иван Пеев-Плачков (1864 – 1942), български политик (1882)
- Иван Славейков (1853 – 1901), български просветен деец (1871)
- Петър Ив. Стоянович (1897 – 1979), тютюнев експерт, генерален секретар на концерна Реемсма за Югоизточна Европа 1940 – 44, (1914 – 16)
- Илия Гологанов (1865 – 1910), български журналист и революционер (?)
- Константин Стоилов (1853 – 1901), български политик (1871)
- Христо Тодоров (1860 – 1927), български политик (1881)
- Димитър Хаджииванов (1852 – 1929), български просветен деец (1870)
- Константин Минков (1878-1929), български дипломат (1896)
- Асен Христофоров (1910 – 1970), български икономист (1931)
- Йосиф Цанков (1911 – 1971), български композитор на забавна музика
- Леа Иванова (1923 – 1986), българска джаз певица (?)
- Тансу Чилер (р. 1946), турски политик, единствената жена министър-председател на Република Турция
- Цоню Тотев Станчев (1858 - 1913), български юрист, доктор по право, завършва Робърт колеж 1879 г.
- Георги Тотев Станчев (1854 - 1924), български търговец, завършва Роберт колеж 1875 г.